# (495) Eulalia
(495) Eulalia – planetoida z pasa głównego asteroid okrążająca Słońce w ciągu 3 lat i 339 dni w średniej odległości 2,49 j.a. Została odkryta 25 października 1902 roku w Landessternwarte Heidelberg-Königstuhl, w Heidelbergu przez Maxa Wolfa. Nazwa planetoidy pochodzi od imienia babci żony odkrywcy. Przed jej nadaniem planetoida nosiła oznaczenie tymczasowe (495) 1902 KG.